# Bob Roberts
Bob Roberts ist ein politsatirischer sozialkritischer Film aus dem Jahr 1992. Die Mockumentary beschreibt im Stil einer Dokumentation den fiktiven Wahlkampf der Titelfigur zum amerikanischen Senat 1990.

## Handlung
Roberts ist ein konservativer Folk-Sänger und Selfmademillionär, der zu den Senatswahlen 1990 im Bundesstaat Pennsylvania als Kandidat antritt.
Der Film gestaltet die Figur als einen „rechten“ Bob Dylan. Viele der Songs verweisen auf Dylan-Originale, etwa The Times Are Changin’ Back. Außerdem gibt es zahlreiche filmische Anspielungen, etwa auf die Dylan-Dokumentation Don't Look Back von D. A. Pennebaker (1967).
Man erfährt über Roberts zunächst, dass er in den 1960er-Jahren unter antiautoritären Eltern aufgewachsen ist, diesem Lebenswandel jedoch nichts abgewinnen konnte und eine Militärakademie besuchte. Im Verlauf des Filmes wird seine Wahlkampagne dargestellt, die keineswegs nur mit lauteren Mitteln geführt wird. So ist es vermutlich Roberts’ Wahlkampfteam, das Gerüchte über außereheliche Affären des amtierenden Senators Paiste in Umlauf bringt, die diesen in den Umfragen seinen Vorsprung von 10 % kosten. Es werden Fotos und Filmaufnahmen verbreitet, die ihn mit einer minderjährigen Wahlkampfhelferin auf dem Beifahrersitz im Auto zeigen. Seiner Verteidigung, dass dies eine Freundin seiner Enkelin sei, die im Fond ebenfalls im Wagen gesessen habe, aber in den Aufnahmen nicht sichtbar sei, wird anscheinend kein Glaube geschenkt. Paiste ist – im Gegensatz zu Roberts – gegen Aufrüstung und gegen eine härtere Gangart gegenüber der arabischen Welt.
Abseits seiner musikalischen Auftritte in eigener Sache und dem Engagement gegen Drogen scheinen Bob Roberts und sein Team auch in einige dubiose Geschäfte verwickelt zu sein. Der Journalist Bugs Raplin stellt ihm unermüdlich nach und versucht zu beweisen, dass Roberts 1987 zumindest mittelbar durch die von ihm unterstützte Organisation „Broken Dove“ an der Veruntreuung von Baugeldern und an Drogenschmuggel beteiligt gewesen ist. Insbesondere Roberts’ Wahlkampfleiter Lukas Hart III wird im Zusammenhang mit dieser Affäre Aufmerksamkeit zuteil. Aufgrund der dünnen Beweislage wurde Hart zwar bereits vor drei Jahren vom Senat freigesprochen, allerdings versetzt die Aufregung um Roberts’ Geschäfte seiner Wahlkampagne einen ernsten Schlag. Auch sein Auftritt in einer Live-Fernsehshow, wo er sein rechtspopulistisches Liedgut zum Besten gibt, verläuft nicht reibungslos. Eine von Roberts angewiderte Mitarbeiterin des Senders schaltet mitten in der Sendung den Strom ab. Dies kostet sie den Job.
Als Senator Paiste wieder obenauf scheint, wird auf Roberts ein Attentat verübt, das ihn fortan an den Rollstuhl fesselt. Verdächtigt wird zunächst Bugs Raplin, der mit der Tatwaffe in der Hand gestellt wird. Doch stellt sich bei den Ermittlungen heraus, dass Raplins rechte Hand motorisch behindert ist und er nicht in der Lage gewesen sein kann, einen Schuss abzufeuern. Darüber hinaus behauptet er noch, er habe gesehen, dass Roberts gar nicht von Kugeln getroffen, dass lediglich auf den Boden geschossen worden sei. Raplin wird freigelassen, die Öffentlichkeit hat sich mit Roberts jedoch bereits solidarisiert. Noch vor dem Wahlabend wird Raplin von einem Gerechtigkeitsfanatiker – der ihn für schuldig hält – erschossen, und Roberts entscheidet die Wahl mit 52 % der Stimmen für sich.
Paiste muss nun nach etwa 30 Jahren seinen Posten räumen. Roberts, dessen Beine angeblich durch eine Verletzung der Wirbelsäule gelähmt worden sind, zieht im Rollstuhl in Washington ein. Doch obwohl er angeblich erst nach Wochen versuchen können soll, seine Zehen zu bewegen, sieht der aufmerksame Zuschauer Roberts gegen Ende des Films mit den Füßen zum Takt seiner Musik wippen. Außerdem sieht man im erleuchteten Fenster seines Hauses eine männliche Gestalt umhergehen, die frappante Ähnlichkeit mit Roberts hat. Raplins Behauptungen entsprechen offenbar der Wahrheit.

## Kritiken
- film-dienst 20/1992: „Ein nach bewährten Mustern stilistisch virtuos gestalteter ‚fiktiver Dokumentarfilm‘ über politisches Machtstreben und verantwortungslose Ausnutzung von Volksstimmungen. Zugleich ein nachdenkenswertes Lehrstück über den Mißbrauch von Sprache und modernen Kommunikationstechniken als Mittel der politischen Einflußnahme.“[1]
- epd Film 10/1992: „Bob Roberts macht auf eine körperliche und daher gesunde Art und Weise aggressiv. Durch Körpersprache wird die Realität fassbar.“

## Bemerkenswertes
Der Soundtrack des Filmes (die Lieder Bob Roberts’) wurde von Tim Robbins selbst, z. T. unter Hilfestellung seines Bruders David, komponiert. Robbins verhinderte jedoch, dass der Soundtrack separat auf einer CD veröffentlicht wurde, weil er befürchtete, dass ihn jemand – aus dem Zusammenhang des Filmes gerissen – ernst nehmen könnte.